# هومبيرتو تيكسيرا
هومبيرتو تيكسيرا (بالبرتغالية: Humberto Teixeira‏) هو محامي وملحن وكاتب وشاعر وسياسي برازيلي، ولد في 5 يناير 1915 في إيغواتو في البرازيل، وتوفي في 3 أكتوبر 1979 في ريو دي جانيرو في البرازيل بسبب نوبة قلبية. انتخب عضو مجلس النواب البرازيلي ‏.

## روابط خارجية
- هومبيرتو تيكسيرا على موقع IMDb (الإنجليزية)
- هومبيرتو تيكسيرا على موقع ميوزك برينز (الإنجليزية)
- هومبيرتو تيكسيرا على موقع أول ميوزيك (الإنجليزية)
- هومبيرتو تيكسيرا على موقع ديسكوغز (الإنجليزية)